# Кампілья-Мариттіма
Кампілья-Мариттіма (італ. Campiglia Marittima) — муніципалітет в Італії, у регіоні Тоскана,  провінція Ліворно.
Кампілья-Мариттіма розташована на відстані близько 210 км на північний захід від Рима, 95 км на південний захід від Флоренції, 60 км на південний схід від Ліворно.
Населення — 13 296 осіб (2014).

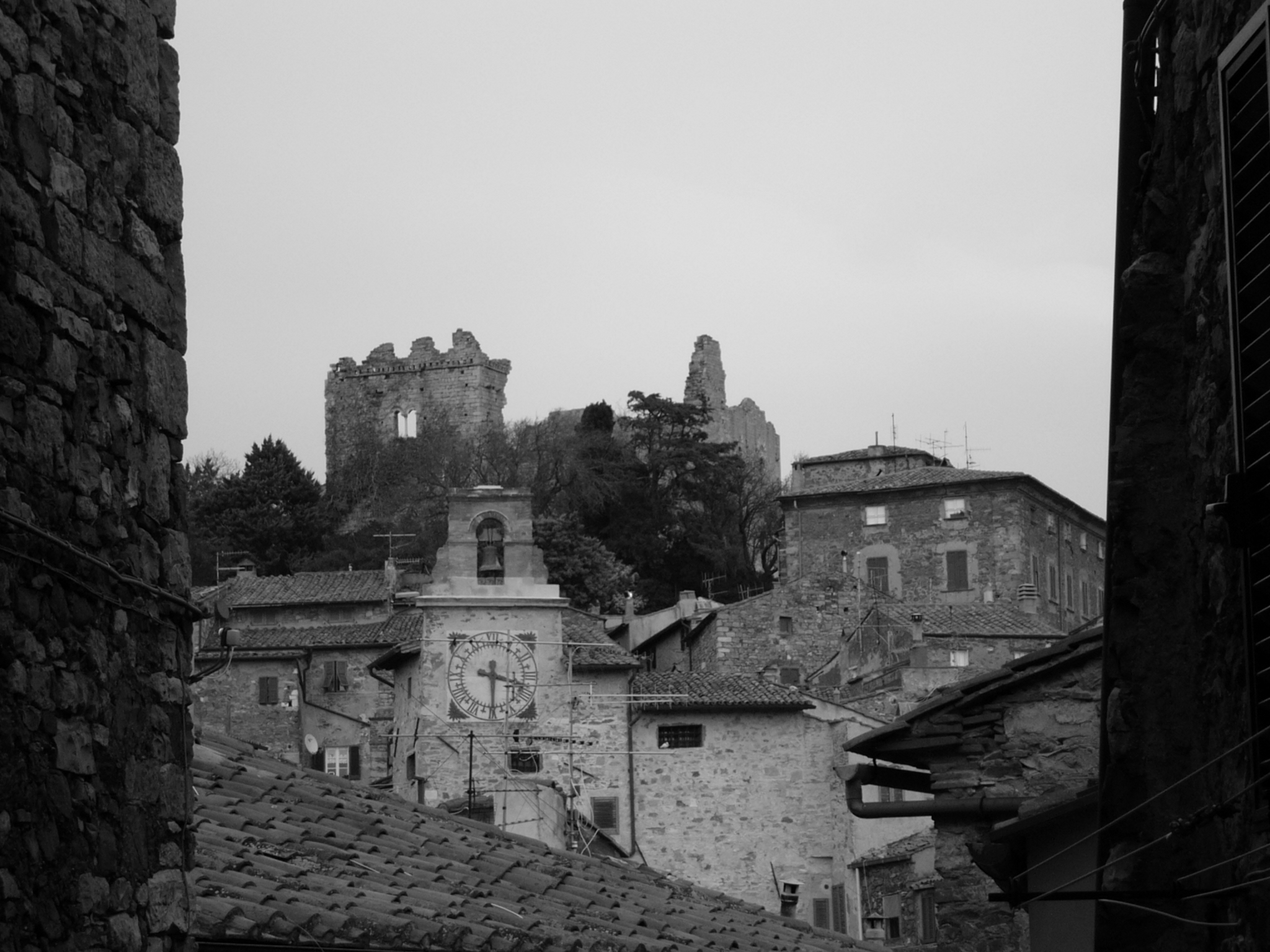

Щорічний фестиваль відбувається 15 травня. Покровитель — San Fiorenzo.

## Демографія
Населення за роками:

Станом на 1 січня 2023 року в муніципалітеті офіційно проживало 939 іноземців з 54 країн, серед них 359 громадян країн Євросоюзу та 62 громадяни України.

## Сусідні муніципалітети
- Пьомбіно
- Сан-Вінченцо
- Суверето